# Anna Andrejewna Achmatowa

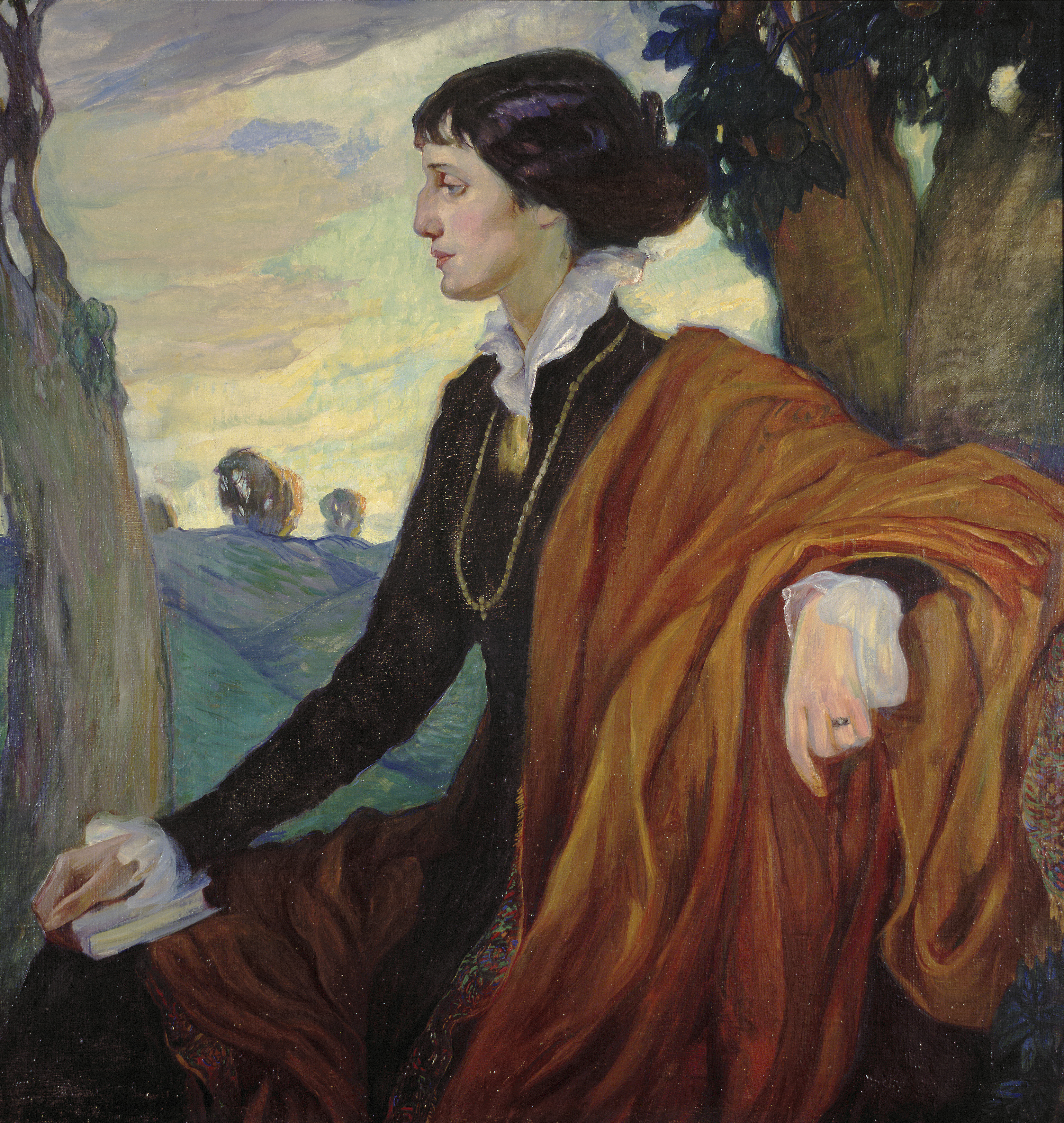
A. A. Achmatowa (O. L. Della-Vos-Kardowskaja, 1914, Tretjakow-Galerie)

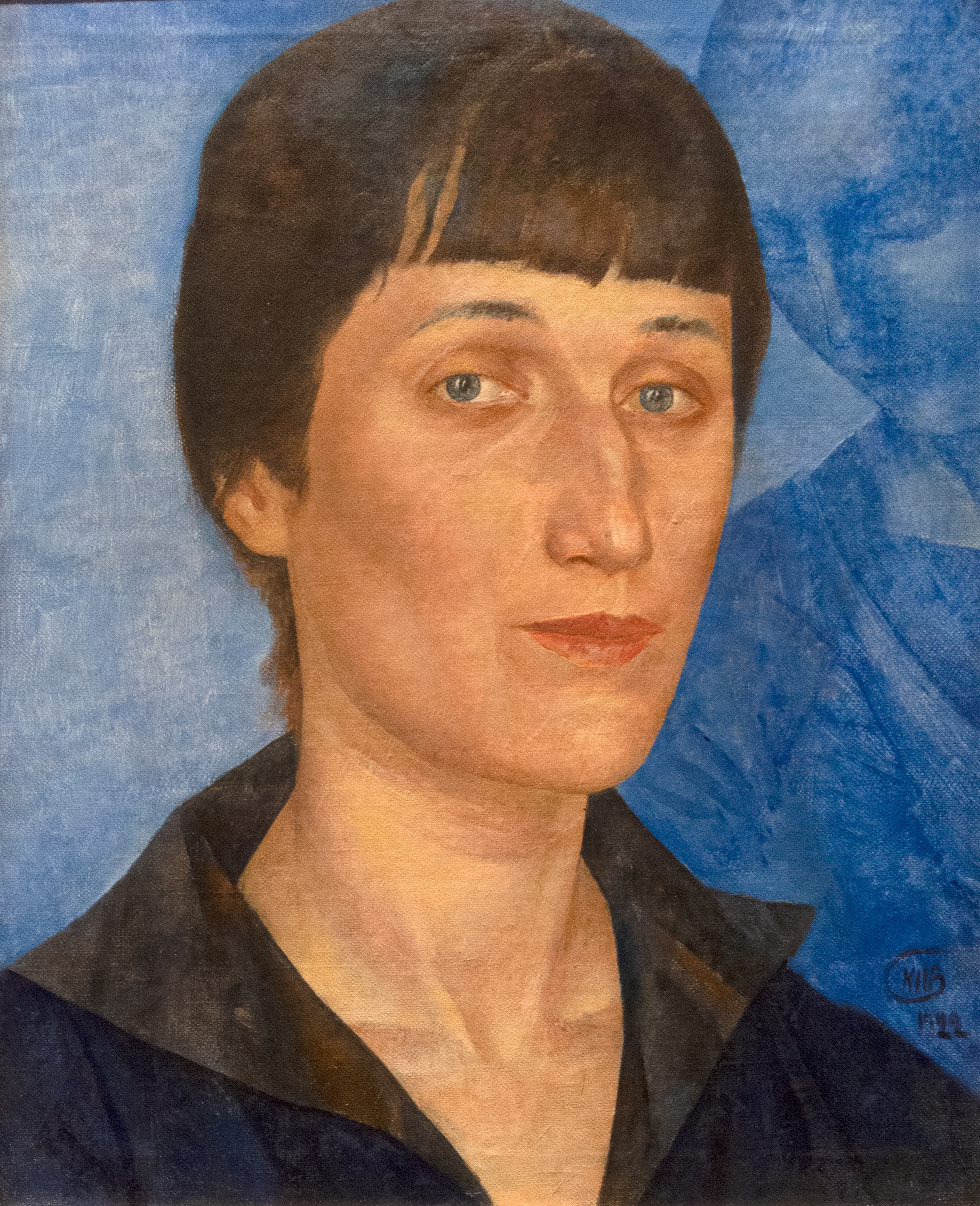
Achmatowa im Jahr 1922, gemalt von Kusma Petrow-Wodkin

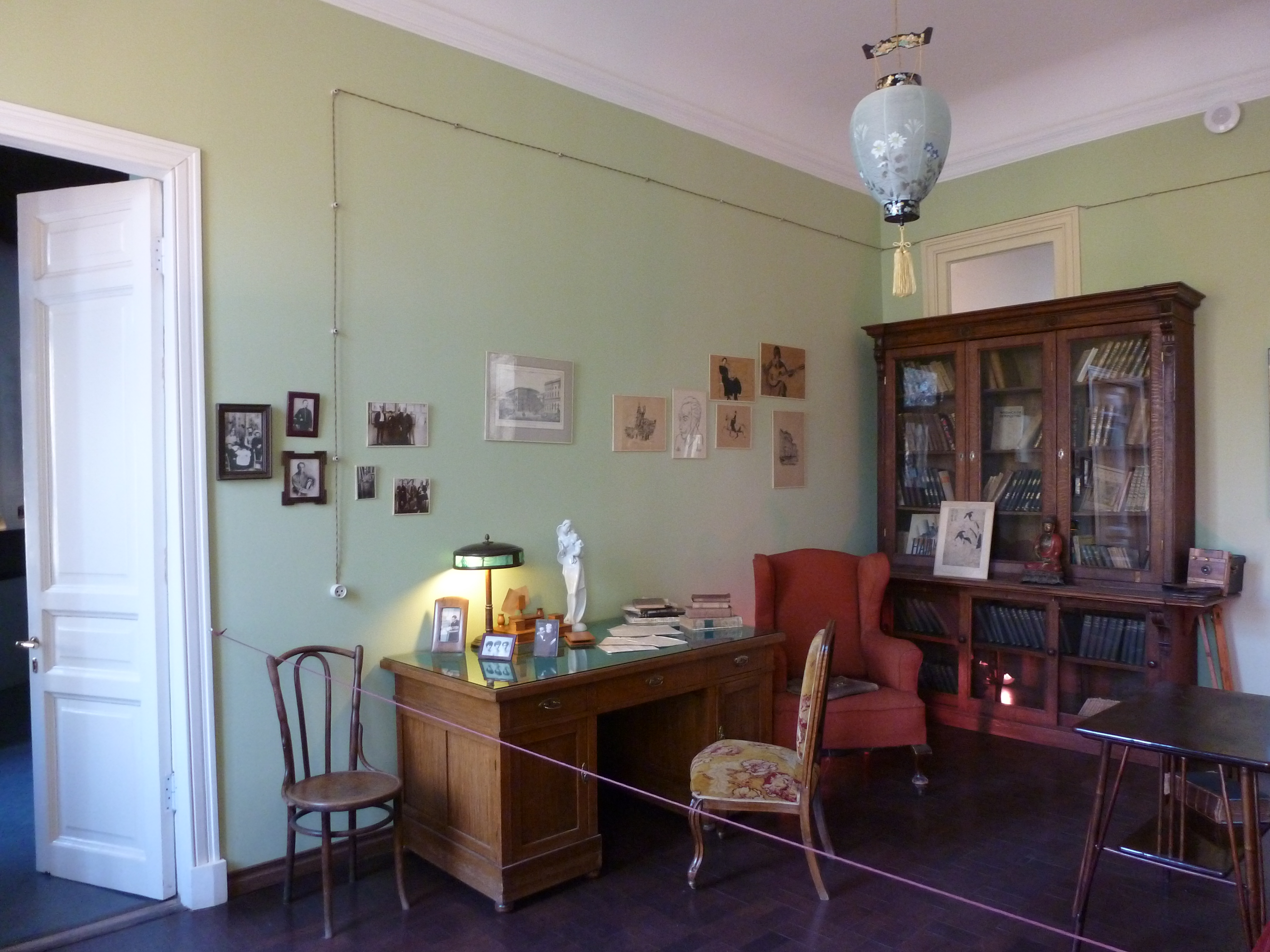
Zimmer im Anna-Achmatowa-Wohnungsmuseum in Sankt Petersburg

Anna Andrejewna Achmatowa (gebürtige Gorenko; russisch Анна Андреевна Ахматова bzw. Горенко, wiss. Transliteration Anna Andreevna Achmatova / Gorenko; * 11.jul. / 23. Juni 1889greg. in Bolschoi Fontan bei Odessa, Russisches Kaiserreich; † 5. März 1966 in Domodedowo bei Moskau, Russische SFSR) war eine russische Dichterin und Schriftstellerin ukrainisch-russischer Herkunft. Sie gilt als die Seele des Silbernen Zeitalters in der russischen Literatur und als bedeutende russische Dichterin. Ihr späteres Schaffen ist vor allem von den Schrecken der stalinistischen Herrschaft geprägt, während der sie selbst Schreibverbot hatte, ihr Sohn und ihr Mann inhaftiert waren und viele ihrer Freunde ums Leben kamen.

## Leben

### Kindheit und Jugend
Anna Gorenko wurde am 23. Juni 1889 in dem Dorf Bolschoi Fontan bei Odessa als drittes von sechs Kindern in die Familie eines Marine-Ingenieurs geboren. Ihr Vater, Andrey Gorenko, war der Nachfahre einer adligen ukrainischen Kosakenfamilie. Ihre Mutter, Inna Erazmovna Stogova, entstammte einer reichen russischen Landbesitzerfamilie, mit engen Verbindungen zu Kyjiw. Die Familie übersiedelte 1890 nach Zarskoje Selo bei Sankt Petersburg, wo Anna bis zu ihrem 16. Lebensjahr in sozial privilegierter Umgebung aufwuchs. Sie beschrieb später ihre Kindheitserinnerungen an die Parks, die Pferderennbahn und den alten Bahnhof des Ortes. Die Sommermonate verbrachte die Familie meist bei Sewastopol am Schwarzen Meer. Früh lernte sie in der Schule auch Französisch. Ihre ersten Gedichte schrieb sie im Alter von elf Jahren nicht unter dem Namen Gorenko, da ihr Vater um seinen guten Ruf fürchtete – sie wählte den Namen ihres bulgarischen Urgroßvaters Chan Achmat als Pseudonym.
Wie Puschkin 90 Jahre vor ihr erhielt Achmatowa ihre Schulausbildung im exklusiven Lyzeum von Zarskoje Selo. Ihr Verhältnis zu dem wichtigsten russischen Dichter zieht sich von Beginn an wie ein roter Faden durch ihre Arbeiten: Im September 1911, zum 100-jährigen Jubiläum des Lyzeums, verfasste sie ein kurzes Gedicht mit dem Titel Der dunkelhäutige Knabe schlenderte durch die Alleen, in dem es Anspielungen auf den jungen Puschkin gibt. Bereits in diesem Gedicht wird die typische Metonymietechnik der Achmatowa deutlich: Ohne Lyzeum und Puschkin beim Namen zu nennen, wird durch typische Eigenschaften und Gegenstände (hier: dunkelhäutig, der Lyzeums-Dreispitz usw.) klar, wer und was gemeint ist.

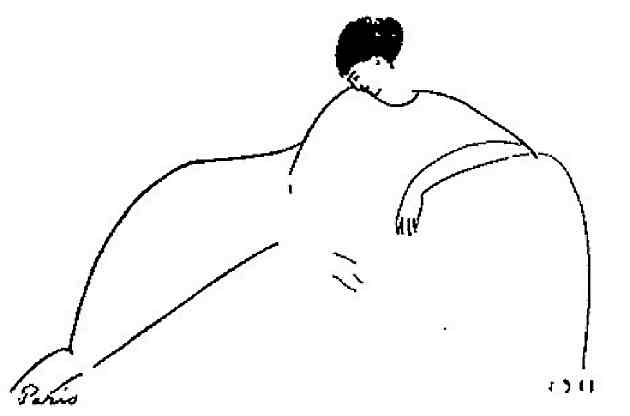
Modigliani-Zeichnung Anna Achmatowas (1911)

Nachdem ihre Eltern sich 1905 getrennt hatten, lebte sie mit ihrer Mutter und den Geschwistern ein Jahr lang in Jewpatorija auf der Krim. Das letzte Schuljahr verbrachte sie schließlich am Kiewer Funduklejew-Gymnasium. Von 1907 bis 1910 studierte Achmatowa in Kiew in „Höheren Frauenkursen“ Jura, wobei sie sich vor allem für die Grundkurse in Rechtsgeschichte und Latein interessierte und den rein juristischen Fachthemen gleichgültig gegenüberstand.
Im Jahr 1910 heiratete sie den Dichter Nikolai Gumiljow, den sie schon seit ihrer Schulzeit kannte und der ihr lange und verzweifelt den Hof gemacht hatte. Es folgten gemeinsame Reisen nach Paris und Italien, wo sie u. a. den Künstler Modigliani traf – seine Zeichnungen der Achmatowa sind später berühmt geworden – und Zeugin der ersten triumphalen Erfolge der russischen Balletttänzer in Westeuropa wurde. Malerei und Architektur Italiens beeindruckten sie tief.

### Vor der Revolution
Achmatowa, Gumiljow und Ossip Mandelstam wurden zu den zentralen Vertretern der Literaturbewegung des Akmeismus (von griech. akme, Gipfel, Höhepunkt, Blütezeit). Die sogenannte „Zeche“ um diese Dichter bildete eine Gegenströmung zum Symbolismus, dessen Metaphorik des Jenseitigen, Metaphysischen die Akmeisten eine eigene Poesie jedes „irdischen Dings“ und eine entschiedene Diesseitigkeit entgegensetzten. Achmatowas Gedichte zeichnen sich daher durch eine einfache und prägnante Sprache aus. Anders als bei den „esoterisch“ angehauchten Treffen der Symbolisten waren die Zusammenkünfte der Akmeisten eher „Workshops“, in denen u. a. neue Schreibtechniken erarbeitet wurden.
Neben Puschkin fand Achmatowa ihre dichterischen Wurzeln bei Innokenti Annenski (1856–1909), einem Vorläufer der Akmeisten, außerdem bei dem französischen Symbolisten Verlaine und dem jungen Majakowski.
Nach ihrer Rückkehr nach Sankt Petersburg studierte Achmatowa Literaturgeschichte und schrieb die Gedichte, die in ihren ersten Gedichtband Abend (Вечер, 1912) eingingen. Es waren vor allem Liebesgedichte, in denen sie Trennung, Kummer und Liebesleid beschrieb wie beispielsweise in der letzten Strophe ihres Gedichtes „Lied von der letzten Begegnung“:

„Hör das Lied der letzten Begegnung.
Völlig dunkel das Haus vor mir stand
Nur im Schlafgemach, gelb, ohne Regung,
haben gleichgültig Kerzen gebrannt.“

Sie verwendete in ihren lakonischen, knappen Gedichten Alltagssprache, in denen Gefühle gestisch angedeutet werden. Ein linker Handschuh, der aus Versehen auf die rechte Hand gestreift wird, wird zum Ausdruck der Verzweiflung und Verwirrtheit der Beschriebenen, die äußerlich ruhig bleibt:

„Wie vereist meine Brust, wie beklommen,
Meine Schritte jedoch hielten stand,
Und den Handschuh, von links abgenommen,
Den zog ich rechts auf die Hand.“

Im Oktober 1912 wurde Achmatowas einziger Sohn Lew geboren. Schon 1914 erschien ihr zweites Buch, Rosenkranz (Четки), das trotz der Ereignisse des beginnenden Weltkrieges, wie schon der erste Band, ein großer Erfolg wurde. Diese Sammlung enthielt auch das im Januar 1914 entstandene Gedicht Für Alexander Blok (Александру Блоку), ein Indiz für ihre enge Beziehung zu dem Dichter des Symbolismus, die sie immer wieder als platonisch, „ausschließlich poetisch“ bezeichnete. Auch von Alexander Blok gibt es eine Reihe von Gedichten, die der Achmatowa gewidmet sind (z. B. An Anna Achmatowa, Анне Ахматовой). Ihre erste Begegnung hatte 1913 stattgefunden. Während der Symbolist in seinen Gedichten über Weiblichkeit und Schönheit sinnierte, wählte Achmatowa ihren gewohnt sparsamen, nüchternen Stil: „Ich habe den Dichter besucht. Gerade Mittag. Sonntag. Das Zimmer geräumig. Vor den Fenstern Frost.“ Allerdings schildert das unmittelbar vor diesem im Rosenkranz gedruckte Gedicht (Der Gast, Гость, Januar 1914) eine zärtliche Begegnung mit einem Mann, dessen Schilderung auf Blok zutraf. Diese Übereinstimmungen führten gelegentlich zu der Vermutung, dass die Beziehung der beiden Dichter intimer war als offiziell bekannt.
Auch der nächste Gedichtband, Die weiße Schar (Белая стая), fiel bei seinem Erscheinen 1917 in eine historisch unruhige Zeit. Die chaotischen Zustände zu Beginn der Revolution schmälerten den Verkaufserfolg des Buches.

### Repressionen in der jungen Sowjetunion
Nach der Oktoberrevolution arbeitete Achmatowa als Bibliothekarin im Landwirtschaftlichen Institut. Von 1922 an bis 1940 wurden ihre Gedichte nicht mehr gedruckt, da sie den kommunistischen Machthabern zu wenig gesellschaftlich relevant, zu privat waren. In der Sowjetenzyklopädie hieß es, ihre Gedichte seien mit religiös-mystischen und erotischen Motiven überladen, mit denen sie die Jugend vergifte. Ihre älteren Werke fanden nur unter der Hand im Samisdat Verbreitung. Lew Kopelew schrieb über sie: Ihre Verse blieben im Gedächtnis haften, wurden je nach Stimmung wieder hervorgeholt … Damals war man noch bereit zuzugestehen, daß auch Klassenfeinde und unversöhnliche weltanschauliche Gegner selbstlos, edelmütig und tapfer sein konnten. Ein derartiger „liberaler Objektivismus“ war noch keine Todsünde, noch keine Straftat.
Ihr Ehemann Gumiljow, von dem sie sich 1918 hatte scheiden lassen, wurde 1921 wegen angeblicher konterrevolutionärer Aktivitäten erschossen.

„Nein, Du wirst nicht wieder wach
Dort im Schnee, nie mehr
Bajonette zwanzigfach,
Fünfmal das Gewehr.“

Dem Mosaizisten Boris Anrep, dem sie sehr nahestand, wollte sie nicht ins westliche Ausland folgen, weil sie sich nicht vorstellen konnte, ihre Heimat und ihr Volk zu verlassen. Ihre nächste Liebe, der Literaturkritiker Nedobrowo, starb 1919 an Schwindsucht. Nach einer zweiten, von 1918 bis 1922 dauernden und unglücklich verlaufenden Ehe mit dem Assyriologen und Übersetzer Wladimir Schileiko (1891–1930), der ihre Gedichte zum Teil verbrannt haben soll, lebte sie ab 1926 bis 1938 mit dem Kunsthistoriker Nikolai Nikolajewitsch Punin (1888–1953) zusammen, wobei das Paar zum Teil in einer angespannten Situation in einer Wohnung mit Punins Noch-Ehefrau und deren Tochter wohnte. Oftmals lebte Achmatowa in dieser Zeit buchstäblich von Brot und Tee, wobei sie ihr Selbstbewusstsein und ihren eigenen Stil nie aufgab.

### 1930 bis zum Ausbruch des Krieges
Sowohl ihr Sohn Lew als auch ihr Ehemann Nikolai Punin wurden in den 1930er Jahren mehrfach verhaftet. Ihr Sohn wurde nach dem anfänglichen Todesurteil in die Verbannung geschickt und erst im April 1956, drei Jahre nach Stalins Tod, endgültig nach Hause entlassen. Insgesamt verbrachte er anderthalb Jahrzehnte in Lagerhaft. Ihr Ehemann Nikolai Punin starb 1953 im Arbeitslager Workuta.
In der Zeit der Inhaftierung ihres Sohnes verbrachte Achmatowa viel Zeit in den Warteschlangen der Angehörigen vor dem Gefängnis. In Requiem, das sie in dieser Zeit zu schreiben begann und das ein einziges Klagelied gegen den Stalin-Terror ist, schrieb sie anstelle eines Vorworts folgenden kurzen Prosatext:

„In den schrecklichen Jahren des Justizterrors unter Jeshow habe ich siebzehn Monate mit Schlangestehen in den Gefängnissen von Leningrad verbracht. Auf irgendeine Weise »erkannte« mich einmal jemand. Da erwachte die hinter mir stehende Frau mit blauen Lippen, die meinen Namen natürlich nie gehört hatte, aus jener Erstarrung, die uns allen eigen war, und flüsterte mir ins Ohr die Frage (dort sprachen alle im Flüsterton):
»Und Sie können dies beschreiben?«
Und ich sagte:
»Ja,«
Da glitt etwas wie ein Lächeln über das, was einmal ihr Gesicht gewesen war.“

Für Achmatowa waren diese Jahre ein nicht endender Albtraum. Sie rechnete stets damit, dass an ihrem Sohn das Todesurteil vollstreckt wurde. Die neben Achmatowa andere bedeutende russische Lyrikerin des 20. Jahrhunderts, Marina Zwetajewa, die Achmatowa mit dem Zitat „Anna von ganz Russland“ ehrte, erhängte sich 1941 völlig verarmt. Freunde verschwanden, darunter ihr jahrelanger Wegbegleiter Ossip Mandelstam, der während seiner Verhöre in der Lubjanka im Jahre 1934 seine Gedichte über Stalin sogar für seine Folterknechte niederschrieb. Trotzdem wurde er nicht wie damals üblich in den Gulag geschickt, sondern von Stalin, dem der Dichter zur damaligen Zeit tot gefährlicher gewesen wäre als lebendig, versucht ihn zu isolieren, aber am Leben zu erhalten. Die Mandelstams wurden daraufhin ins Exil nach Woronesch, 400 km südlich von Moskau, verbannt und durften 1937 wieder ins Moskauer Gebiet – wenn auch nicht in die Hauptstadt selbst – zurückkehren. Im Herbst desselben Jahres besuchten die Mandelstams Achmatowa im Fontänenhaus in Leningrad, wo sie auf dem Sofa ihres Zimmers schlafen mussten, da sie keine eigene Unterkunft hatten. Achmatowa schrieb während dieses letzten Besuches der beiden ein Gedicht für Ossip Mandelstam, den sie wie einen Zwillingsbruder ansah. Das Gedicht handelte von der Stadt – Leningrad –, welche sie beide liebten.

„Nicht wie eine europäische Stadt
Mit dem ersten Preis für Schönheit
Sondern wie's drückende Exil am Jenissei,
Wie eine Versetzung nach Tschaita,
Zum Ischim, ins trock'ne Irgis,
Ins berühmte Atbasar,'
Zum Vorposten Swobodn
Zum Leichengestank faulender Koje
So erschien mir diese Stadt
In jener Mitternacht, hellblau –
Diese Stadt, gefeiert vom ersten Dichter,
Von uns Sündern und von dir“

Mandelstam wurde jedoch sechs Monate später erneut verhaftet und zu fünf Jahren Zwangsarbeit im ostsibirischen Kolyma verurteilt. Auf der Fahrt nach Kolyma kam er, wie im Gedicht beschrieben, am Jenissei sowie an den Städten Tschita und Swobodny vorbei und wurde schließlich in einem Lager bei Wladiwostok am Japanischen Meer inhaftiert, wo er am 26. Dezember 1938 einem Herzinfarkt erlag.
Als ihr Sohn in ein weiter nördliches Lager verlegt wurde und sie sich bei Bekannten für ihn Mütze, Schal und Stiefel zusammenbettelte, um ihm dort ein Überleben zu ermöglichen, wünschte sie sich selbst in einem Gedicht den Tod:

„Du kommst ja doch einmal – so komme jetzt zu mir
Ich kann mein Schicksal nicht mehr tragen.
Ich hab' das Licht gelöscht. Ich öffne Dir die Tür.“

In Russland wird Anna Achmatowa auch deswegen verehrt, weil sie eine Sprache fand, die den Terror dieser Jahre in Worte fasste. Im Epilog zu Requiem schrieb sie:

„Ich kannte viele früh gewelkte Frauen
Von Schrecken, Furcht, Entsetzen ausgeglüht.
Des Leidens Keilschrift sah ich eingehauen
Auf Stirn und Wangen, die noch kaum geblüht.“

Und wenige Gedichtstrophen später bittet sie darum, wenn man ihr einstmals ein Denkmal baue, dann solle dies nicht in einem Park geschehen, sondern in jenem Gefängnishof, in dem sie hunderte von Stunden gewartet habe, um Nachrichten über das Schicksal ihres Sohnes zu erfahren. Auch ihr Denkmal solle den schwarzen Gefängnis-LKW sehen, der die Häftlinge abtransportiert und Zeuge des Leids der Angehörigen sein.

### Kriegs- und Nachkriegszeit
Obwohl ihre Bücher seit Jahren nicht mehr erschienen, war Achmatowa in der russischen Bevölkerung noch so populär, dass es um den Gedichtband Aus sechs Büchern (Из шести книг), der im Jahr 1940 erscheinen durfte, in den Läden zu Prügeleien kommen konnte. Die unerwartete Drucklegung ihrer Werke geschah auf persönlichen Befehl von Stalin, nachdem sich offenbar namhafte Künstlerkollegen – angeblich hatte auch Swetlana Allilujewa bei ihrem Vater interveniert – für sie eingesetzt hatten. Der Band enthielt Arbeiten aus den Jahren 1924 bis 1940 sowie den neuen Zyklus Die Weide (Ива).
Bei Ausbruch des Großen Vaterländischen Krieges lebte die Dichterin noch in Leningrad (wie Sankt Petersburg inzwischen hieß), wurde jedoch nach Beginn der deutschen Blockade 1941 mit anderen Schriftstellern noch über Moskau nach Taschkent ausgeflogen, wo sie Kriegsverletzten in den Krankenhäusern Gedichte vortrug. Vereinzelte Gedichte wurden als „patriotische Beiträge zum vaterländischen Krieg“ offiziell noch akzeptiert; 1942 erschien ihr patriotisches Gedicht Tapferkeit (im Februar 1942 von der Sowjetpresse veröffentlicht) sogar in der Prawda:

„Wir wissen, was heute am schwersten wiegt,
Was heute geschieht. Die Stunde
Der Tapferkeit hat uns geschlagen – wer biegt,
Wer bricht uns mit ihr im Bunde?
Trotz toter Kugeln leben wir fort
Mit dem Tod unter dem Dache.'
Du bleibst uns erhalten, du russisches Wort,
Du große russische Sprache.
Vor Untergang und Gefangenschaft
Bewahren wir deine Reinheit und Kraft
Für immer.“

Lew Kopelew beschreibt den Eindruck, den Achmatowas Gedicht bei ihm hinterließ, folgendermaßen: Das schlichte, klare Gedicht klang vernehmlicher als all die kriegerischen, trommelnden, trompetenden, donnernden Verse … Damals schien mir Achmatowas Gedicht vor allem als eine Äußerung der großen einigenden Kraft unseres Krieges. Auch sie, die feine, schöne Dame, war mit uns, so wie die alten Georgsordenkavaliere …, die aufgerufen hatten, der Roten Armee zu helfen.
Im Juni 1944 konnte sie in ihr geliebtes, jedoch in der Zwischenzeit völlig verändertes Leningrad zurückkehren. Der Krieg und die Repressionspolitik des kommunistischen Gouverneurs Andrei Schdanow hatten der Stadt ihren Stempel aufgedrückt. Achmatowas Bedrückung und Niedergeschlagenheit fanden Einzug in ihre Prosaskizzen aus dieser Zeit, Drei Fliederbäume (Три сирени) und Zu Gast beim Tod (В гостях у смерти), die in dieser Zeit entstanden.
Schon bald jedoch spürte auch sie die Auswirkungen der kulturpolitischen Hetzkampagnen der Schdanowschtschina – 1946 schloss man sie als Vertreterin des „ideenlosen reaktionären Sumpfes“ aus dem sowjetischen Schriftstellerverband aus und vernichtete zwei ihrer neuen Gedichtbände. Der Kultursekretär des Zentralkomitees (ZK), Andrei Schdanow, brandmarkte sie öffentlich in einer Rede als „halb Nonne, halb Dirne oder besser eine Dirnen-Nonne, deren Sünde mit Gebeten durchtränkt sei“. Für dieses Verdikt war aus Anna Achmatowas Sicht ihre kurze Beziehung zu Isaiah Berlin verantwortlich, den sie 1945/46 in Moskau kennenlernte, als der englische Philosoph und Historiker Mitarbeiter der britischen Botschaft in Moskau war. Für sie wurde der jüngere Mann zum „Gast aus der Zukunft“ und sie widmete ihm die Liebesgedichte, die sie in den letzten zwanzig Jahren geschrieben hatte. Sie selbst traf ihn nach der kurzen Begegnung 1946 erst im Jahre 1965 wieder, als ihr in Oxford die Ehrendoktorwürde verliehen wurde.
Anna Achmatowa arbeitete seitdem überwiegend an literarischen Übersetzungen und Übertragungen; zu den von ihr übersetzten Dichtern gehörten Victor Hugo, Rabindranath Tagore und Giacomo Leopardi. Das Schreibverbot bestand bis 1950, als zunächst in der Zeitschrift Ogonjok eine Gedichtreihe unter dem Thema Ruhm dem Frieden (Слава миру) erschienen; diese Gedichte – darunter zwei Lobgedichte auf Stalin – gelten allerdings als erpresste und eher peinliche Arbeiten. Erst mit Beginn der Tauwetter-Periode erschienen wieder bedeutsamere Gedichte.

### Rehabilitation
Nach Stalins Tod erfolgte die schrittweise Rehabilitation der Dichterin; sie durfte wieder arbeiten und wurde 1958 wieder in den Schriftstellerverband aufgenommen. Als der amerikanische Dichter Robert Frost im September 1962 als Abgesandter des Präsidenten Kennedy das erste Mal nach Russland kommt, wünscht er, dass man ihn mit Anna Achmatowa bekannt macht. Dieser Wunsch wird ihm gewährt. Anna Achmatowa erlebte diese Begegnung in ironischer Distanz:

„Bei mir zu Hause durfte ich ihn doch nicht empfangen. Das Potjomkinsche Dorf wurde in der Datscha des Akademiemitglieds Alexejew errichtet. Ich weiß nicht mehr, woher man diese feine Tischdecke, das Kristall geholt hatte. Ich wurde festlich frisiert, elegant gekleidet... Und dann erscheint ein alter Mann. Ein amerikanischer Opa, aber so einer, wissen Sie, der schon langsam zu einer Oma wird: rötliche Backen, weiße Haare, sehr munter. Wir sitzen nebeneinander in Korbsesseln, man legt uns allerlei Leckerbissen vor, schenkt uns verschiedene Weine ein. Wir unterhalten uns in aller Ruhe. Aber ich denke immerzu: Du, mein Lieber, bist also ein Nationaldichter, jedes Jahr, jedes Jahr bringt man deine Bücher heraus, und natürlich gibt es bei dir keine Gedichte, die nur „für die Schublade“ geschrieben wurden. Alle Zeitungen und Zeitschriften rühmen dich, in den Schulen hören die Schüler von dir, der Präsident empfängt dich als Ehrengast. Dir sind alle denkbaren Ehrungen, Reichtum und Ruhm zuteil geworden. Und ich? Welche Hunde hat man nicht auf mich gehetzt! In welchen Dreck hat man mich nicht getreten?!

Alles gab es – Armut, Elendsschlangen vor den Gefängnissen, Angst, Gedichte, die man nur auswendig kannte, nur im Kopf hatte, und verbrannte Gedichte. Demütigungen und Leid, immer wieder Leid… Nichts von all dem weißt du und würdest es auch nicht verstehen, wenn ich davon erzählte... Aber nun sitzen wir nebeneinander, zwei alte Menschen in Korbsesseln. So als ob es keinen Unterschied gäbe. Und das Ende wird für uns beide das gleiche sein. Aber vielleicht ist der Unterschied auch nicht so groß?“

Ihr Versepos Poem ohne Held (Поэма без героя), an dem sie 22 Jahre gearbeitet hatte und das als ihr wichtigstes Werk gilt, erschien bereits 1960/61 in einem New Yorker Literaturalmanach und 1963 auch in Russland. Es kann in der literarischen Tradition der russischen Versepen gesehen werden, die Puschkin mit Eugen Onegin 1833 begründete und die auch Alexander Blok aufgriff.
Mehr noch als sonst arbeitete sie hier mit komplexen strukturellen und zeitlichen Verschlüsselungen, die einerseits ihren persönlichen Stil ausmachten, andererseits in einer Zeit der Zensur und Unterdrückung schlicht dem Selbstschutz dienten. Und so wurde der Gedichtband zwar veröffentlicht, jedoch gab der zuständige Redakteur Schwierigkeiten beim Verstehen des Textes offen zu.
1964 durfte Anna Achmatowa in Taormina auf Sizilien den Ätna-Taormina-Preis annehmen. Auf dieser Reise traf sie in Rom mit Ingeborg Bachmann zusammen, die ihr anschließend das Gedicht Wahrlich widmete.
1965 erhielt sie die Ehrendoktorwürde der Universität Oxford und im selben Jahr war sie für den Literaturnobelpreis nominiert. Zwei Jahre vor ihrem Tod wurde sie Vorsitzende des Schriftstellerverbandes, aus dem man sie 1946 ausgeschlossen hatte. Ihr Gedichtzyklus Requiem, der den Terror unter Stalins Herrschaft anklagt, konnte in der Sowjetunion jedoch erst im Jahre 1987 erscheinen. Die Veröffentlichung wurde als Ergebnis der Perestroika gefeiert. Personen, denen sie vertraute, hatte sie seit den 1930er Jahren immer wieder daraus Gedichte zitiert. Ihr Schriftstellerkollege Lew Kopelew schildert, wie sie ihm im Mai 1962 nach der Bitte an ihn, sich ihre Gedichte nicht aufzuschreiben, Gedichte aus Requiem rezitierte:

„Ich sah sie an, unverwandt, alle Befangenheit war verschwunden… Meine Augen waren feucht. Sie hat sicher auch das gemerkt. Mit gepreßter Stimme bat ich: „Sprechen Sie das bitte noch einmal“. In jenen Minuten dachte ich nur: Behalten, so viel wie möglich im Gedächtnis behalten. Sie sprach den Epilog noch einmal. Die Musik der Verse entstand in ihrer Brust, in der Tiefe der Kehle ... Ich sah und hörte eine Kaiserin der Poesie – eine rechtmäßige Monarchin – sie war eben deshalb so ungekünstelt einfach, weil sie keine Selbstbestätigung brauchte. Ihre Herrschaft war unbestreitbar.“

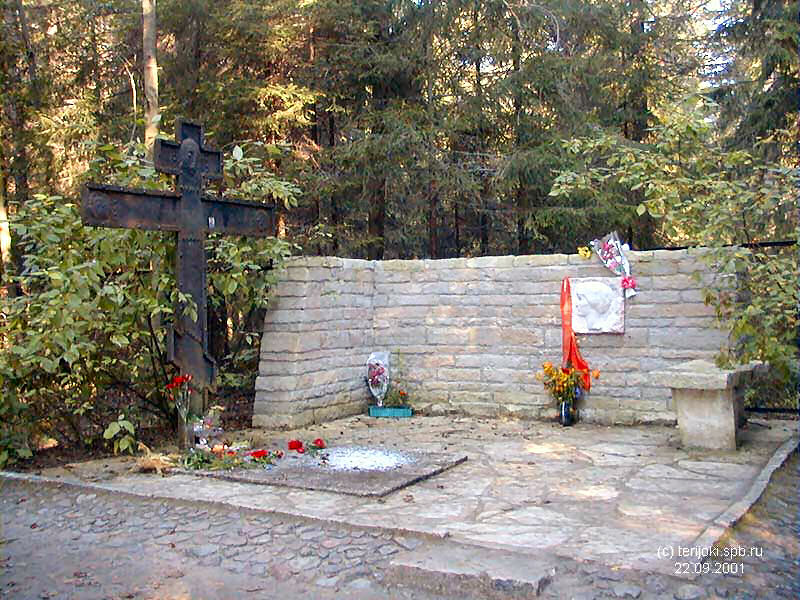
Achmatowas Grab (Komarowo)

Am 5. März 1966, dem 13. Jahrestag von Stalins Tod, starb Anna Achmatowa in einem Erholungsheim in Domodedowo bei Moskau. Die Moskauer Zeitungen nannten sie in ihren Nachrufen eine überragende Schriftstellerin und Lyrikerin. Ihr dichterischer Einfluss auf jüngere Kollegen zeigte sich insbesondere bei Joseph Brodsky.
Anna Achmatowas Grab liegt in der Siedlung Komarowo an der Ostsee, unweit ihrer Wahl-Heimatstadt, die heute wieder Sankt Petersburg heißt.

„Ich geh' dahin, wo wir nichts mehr erwarten,
Wo, der uns lieb war, nur als Schatten weht,
Wo still im Windhauch liegt ein stummer Garten
Und wo der Fuß auf kalter Stufe steht.“

Die Astronominnen Ljudmila Georgijewna Karatschkina und Ljudmila Schurawljowa verliehen ihr zu Ehren 1982 dem Kleinplaneten 3067 den Namen Akhmatova.

## Werke
- Abend (Вечер). 1912.
- Der Rosenkranz (Четки). 1914.

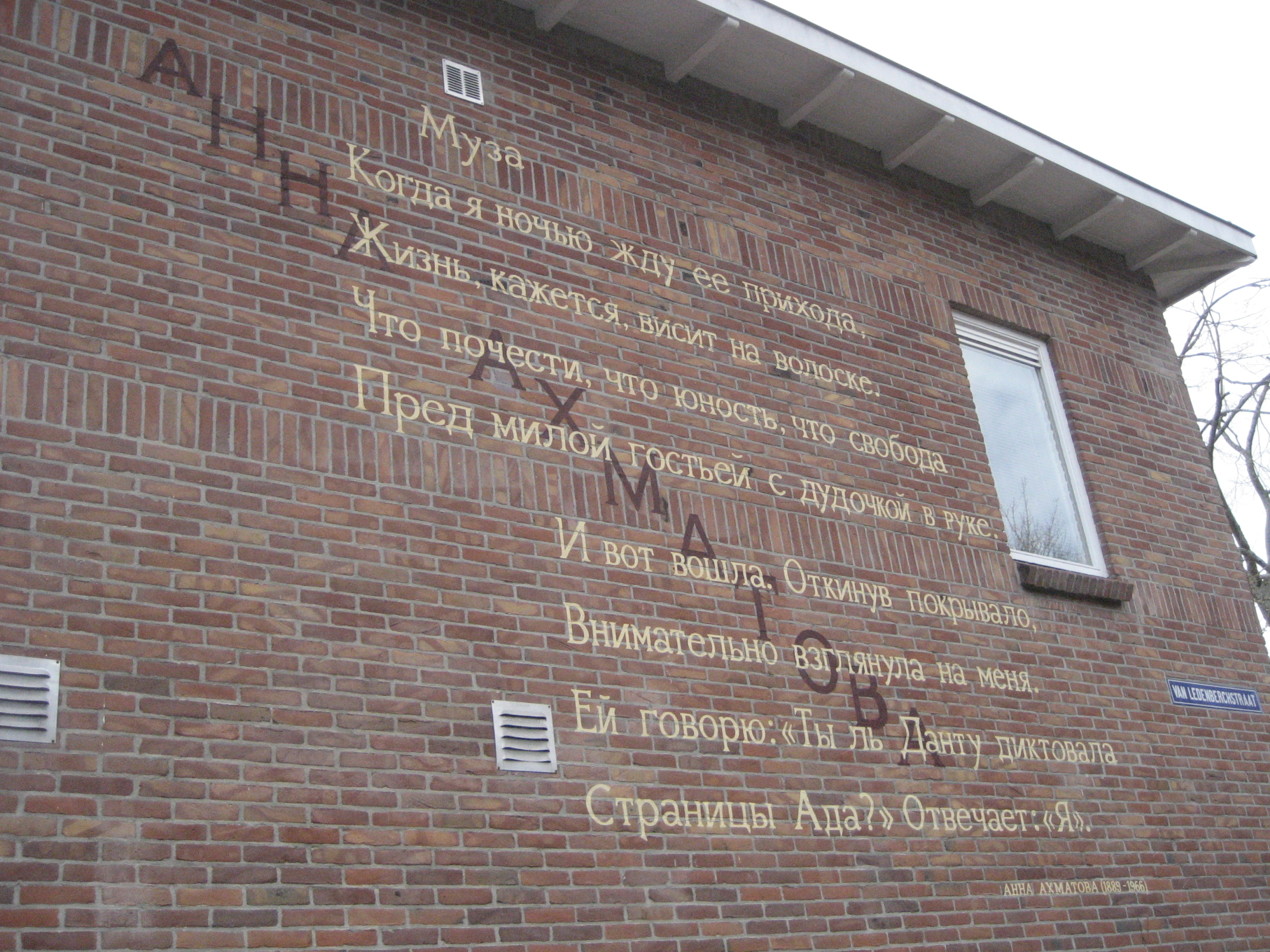
Mauergedicht in Leiden

- Die weiße Schar (Белая стая). 1917.
- Wegerich (Подорожник). 1921.
- Anno Domini MCMXXI. 1922.
- Aus sechs Büchern (Из шести книг). 1940.
- Gedichte 1909 bis 1945. Moskau/Leningrad 1946 (nach der Schdanow-Rede wurde diese Gedichtausgabe vernichtet).
- Poem ohne Held (Поэма без героя). 1963.
- Requiem. München 1963 (russ.), in der UdSSR erstmals 1987 erschienen.
- Lauf der Zeit. 1909–1965. Moskau/Leningrad 1965.
- Gesammelte Werke in 2 Bänden. Inter-Language Literary Associates, New York 1965/1967, München 1967/68.
- Auswahl. Hrsg. von N. Bannikow. Moskau 1974.
- Gedichte und Poeme. Hrsg. von Viktor Shirmunski. Leningrad/Moskau 1976.
- Gedichte und Prosa. Hrsg. von B. Drujan. Leningrad 1976. (Die Ausgabe wurde eigentlich von Lydia Tschukowskaja zusammengestellt, aber 1976 durfte ihr Name in der UdSSR nicht mehr öffentlich erscheinen.)
- Gedichte. Hrsg. von N. Bannikow. Moskau 1977.
- Über Puschkin. Artikel und Notizen. Hrsg. von Emma Gerstein. Leningrad 1977.

## Übersetzungen
- The Complete Poems of Anna Akhmatova. Übersetzung ins Englische Judith Hemschemeyer. Zephyr Press, Somerville, Mass. 1990, ISBN 0-939010-13-5, 19922, ISBN 0-939010-27-5; Canongate, Edinburgh 1998, ISBN 0-86241-716-3.
- Das Echo tönt. Übersetzung Xaver Schaffgotsch. Limes Verlag, Wiesbaden 1964, DNB 571666035.
- Requiem. Übersetzung Mary von Holbeck. Possev Verlag, Frankfurt am Main 1964 DNB 571666078 (Paralleldr.); 19682 DNB 740144081 (russ.-dt.).
- Gedichte. Übersetzung Hans Baumann. Langewiesche-Brandt, Ebenhausen b. München 1967, DNB 571666043.
- Im Spiegelland – Ausgewählte Gedichte (= Serie Piper. Bd. 833). Hrsg. von Efim Etkind. Piper Verlag, München 1982, ISBN 3-492-02593-5, 19882, ISBN 3-492-10833-4. (Die oberhalb zitierten Gedichtsstrophen sind, bis auf die Strophen zum Tod ihres ersten Mannes, dieser Gedichtssammlung entnommen.)
- Requiem. Übersetzung Rosemarie Düring. Oberbaum Verlag, Berlin 1987, ISBN 3-926409-08-8 (russ.-dt.).
- Poem ohne Held. Übersetzung von Bettina Eberspächer. Erinnerungen an Anna Achmatowa. Übersetzung von Kay Borowsky. Hrsg. von Siegfried Heinrichs. Oberbaum Verlag, Berlin 1997, zugl. Lucas Presse, Enger/Ostwestfalen 1997, ISBN 3-926409-40-1 (deutsch/russisch).[14]
  - Poem ohne Held (= Chamäleon. Bd. 9; Akmeismus. Bd. 3). Aus dem Russ. neu übertr. von Alexander Nitzberg. Grupello Verlag, Düsseldorf 2001, ISBN 3-933749-38-7 (deutsch/russisch). [Mit „‚Anmerkungen des Redakteurs‘ (d. h. der Achmatowa)“[15] ].
  - Poem ohne Held. Poeme und Gedichte, russisch und deutsch (= Reclams Universal-Bibliothek. Bd. 795). Nachdichtungen von Heinz Czechowski, Uwe Grüning, Rainer Kirsch und Sarah Kirsch. Interlinearübersetzungen von Oskar Törne. Übersetzung der Prosatexte von Fritz Mierau, Werner Rode und Eckhard Thiele. Hrsg. von Fritz Mierau. Philipp Reclam jun., Leipzig 19822, OCLC 174708310; Leipzig 1979, OCLC 312173931.
- Ich lebe aus dem Mond, du aus der Sonne. Hundert Gedichte über die Liebe. Übersetzung Alexander Nitzberg. Hrsg. und mit einem Nachw. vers. von Olaf Irlenkäuser. Suhrkamp, Frankfurt am Main 2000, ISBN 3-518-41082-2; Insel-Verlag, Berlin 2013, ISBN 978-3-458-20003-1.
- Der Abend. 1912. Hrsg. und Übersetzung Kay Borowsky. Staudacher, Horb-Rexingen 2003, ISBN 3-928213-12-1.
- Enuma Elisch. Übersetzung Alexander Nitzberg. Urs Engeler Editor, Weil am Rhein 2005, ISBN 3-905591-94-4.
- Liebesgedichte. Übersetzung Kay Borowsky. Hrsg. von Ulla Hahn. Reclam-Verlag, Stuttgart 2013, ISBN 978-3-15-010845-1.

## Rezeption
Anna Achmatowa lernte Ende 1964 Ingeborg Bachmann kennen, als sie zur Verleihung des Premio Etna-Taormina in Sizilien war. Bachmann, die sie sehr bewunderte, widmete ihr das Gedicht Wahrlich und trug es bei der Preisverleihung am 12. Dezember 1964 im antiken Theater in Taormina zur Begeisterung der Dichterin und der sie begleitenden russischen Delegation vor. Achmatowas Bedeutung für Bachmann wird auch an anderer Stelle deutlich: Bachmanns Entscheidung, sich 1967 vom Piper Verlag zu trennen, war ein Protest dagegen, dass der Verlag Achmatowas Gedichte von dem ehemaligen HJ-Führer Hans Baumann hatte übersetzen lassen.
A. Achmatowa und ihr Beitrag zur Kultur wird im Frauen-Bildungskanon von Berg, Meier u. a. 2018 als Beispiel genannt.